# 宝福院塔
26°19′33″N 116°20′26″E / 26.32583°N 116.34056°E
宝福院塔位于中国江西省赣州市石城县城琴江大桥东侧，1957年被列为第一批江西省文物保护单位，2006年作为赣州佛塔之一被列为第六批全国重点文物保护单位。
宝福院塔建于北宋崇宁元年（1102年），砖构，六角七级，穿壁绕平座式，高59.9米（含塔刹）。

## 图集

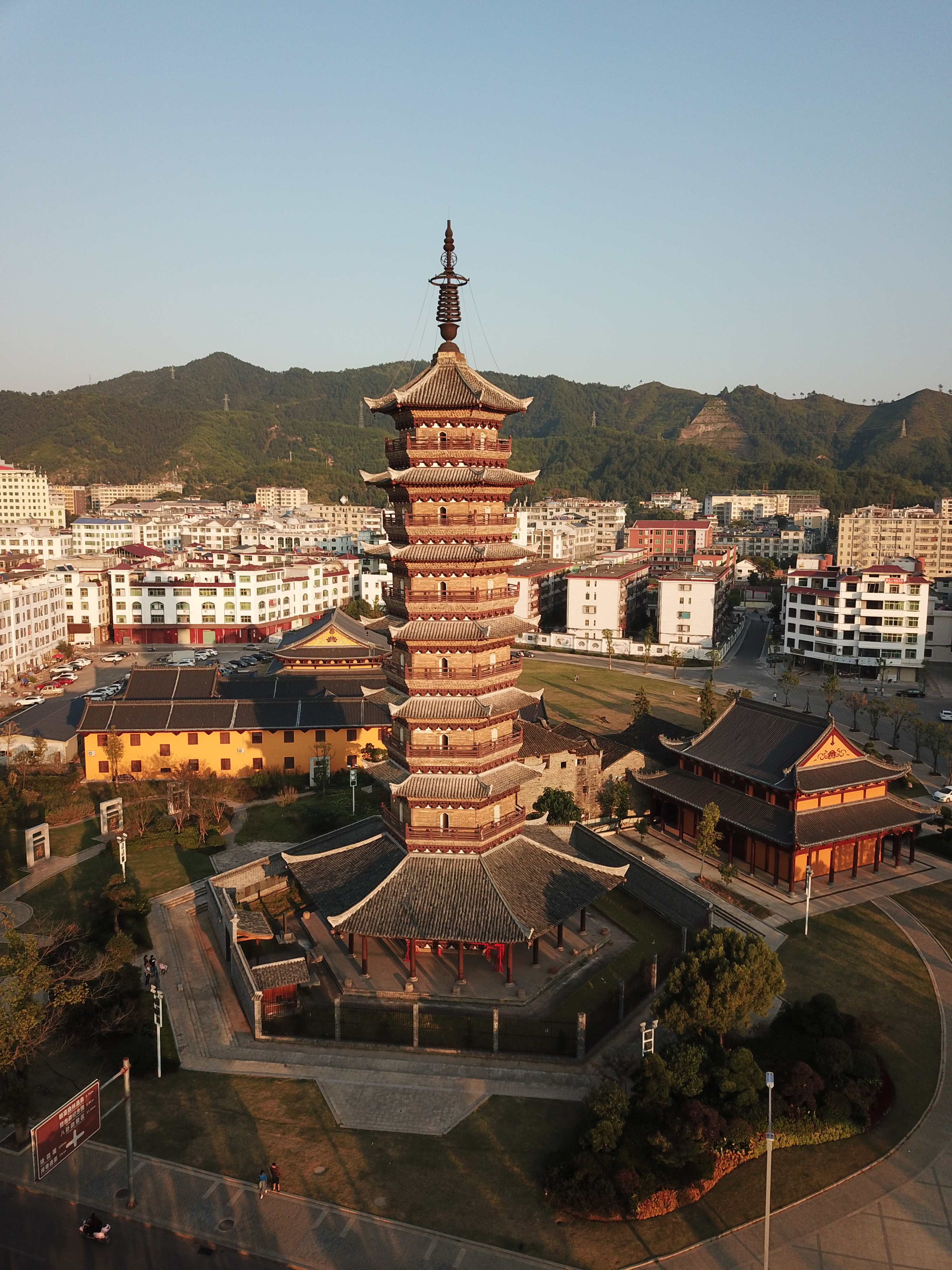
宝福院塔
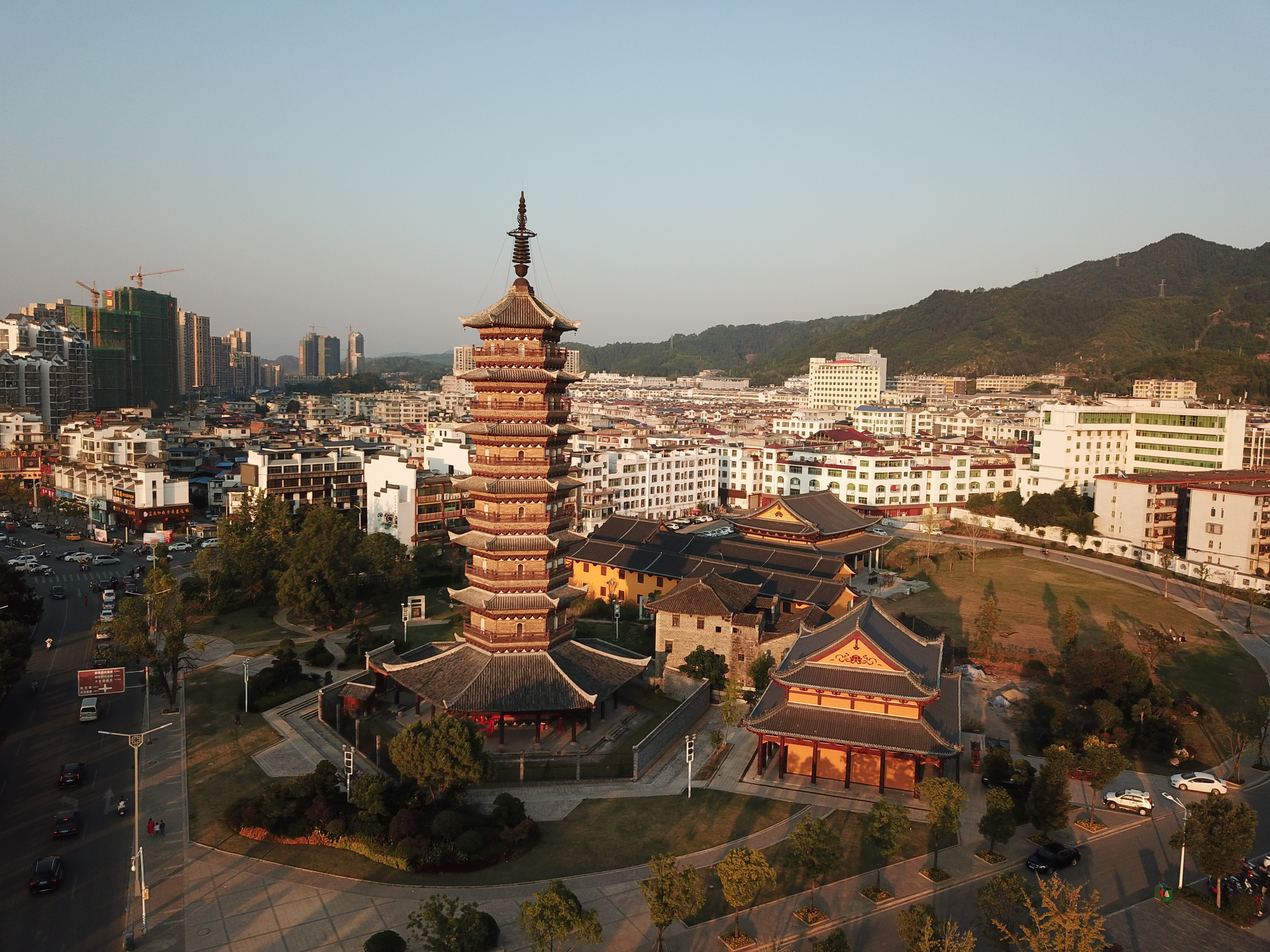
宝福院塔